# Becerrada
Tra le varie specialità di tauromachia, la becerrada è una corsa di tori per apprendisti toreri con dei "becerros", parola spagnola che si riferisce a un vitello di toro de lidia fino all'età di tre anni, dopo la quale diventa novillo.

## Definizione
Secondo le enciclopedie, la definizione di becerrada varia così come quella di giovane vitello. La maggior parte delle enciclopedie riportano che, durante una becerrada, il becerro con meno di tre anni non viene ucciso.